# Monti di Fundres
I Monti di Fundres (in tedesco Pfunderer Berge) sono un gruppo montuoso delle Alpi della Zillertal (Alpi Aurine) nelle Alpi dei Tauri occidentali. Si trovano in Alto Adige (Italia). Prendono il nome dalla località Fundres, frazione di Vandoies e dalla relativa valle che si incunea nel gruppo montuoso.

## Collocazione

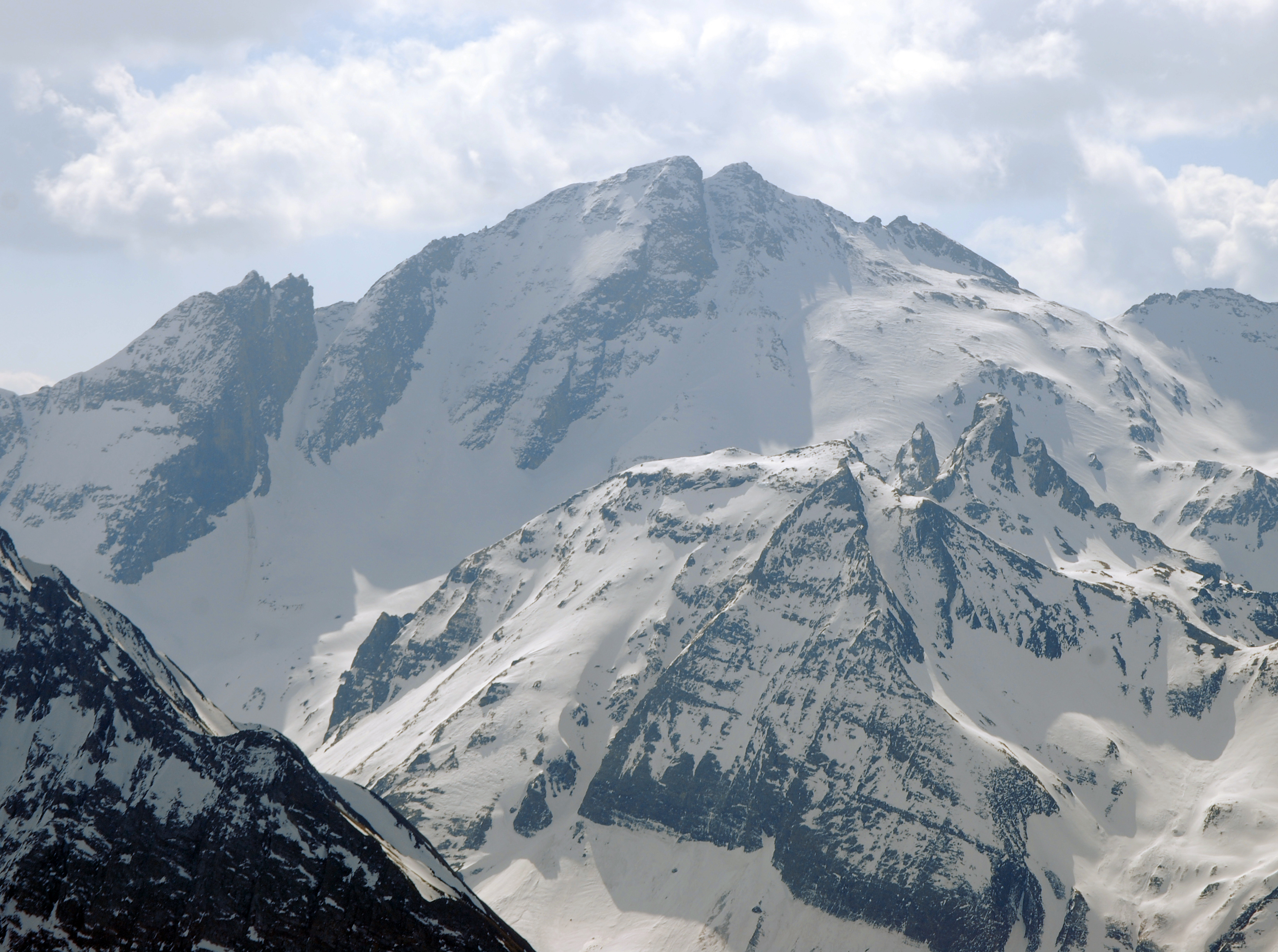
Il Picco della Croce visto da nord.

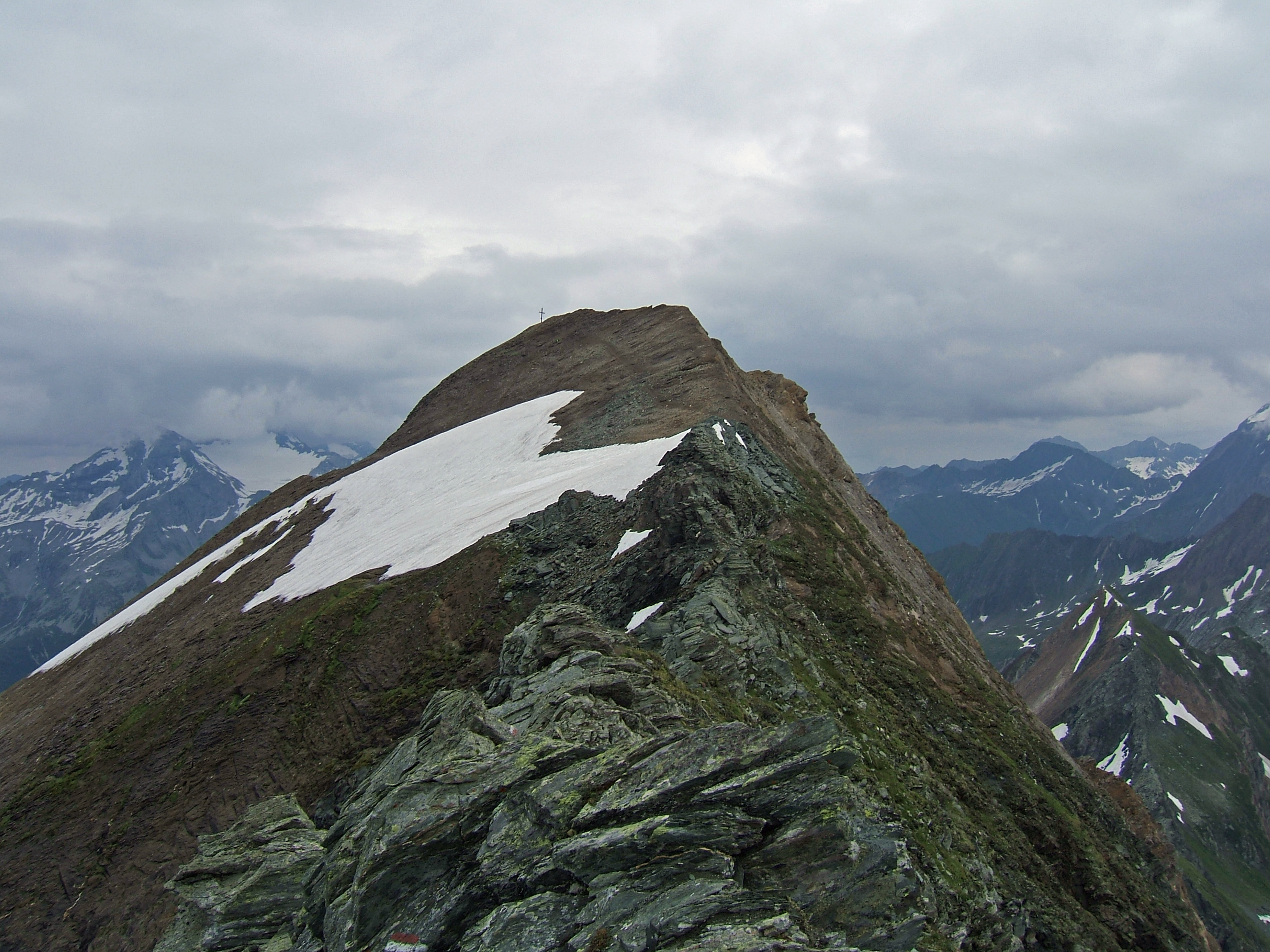
Cima Grava

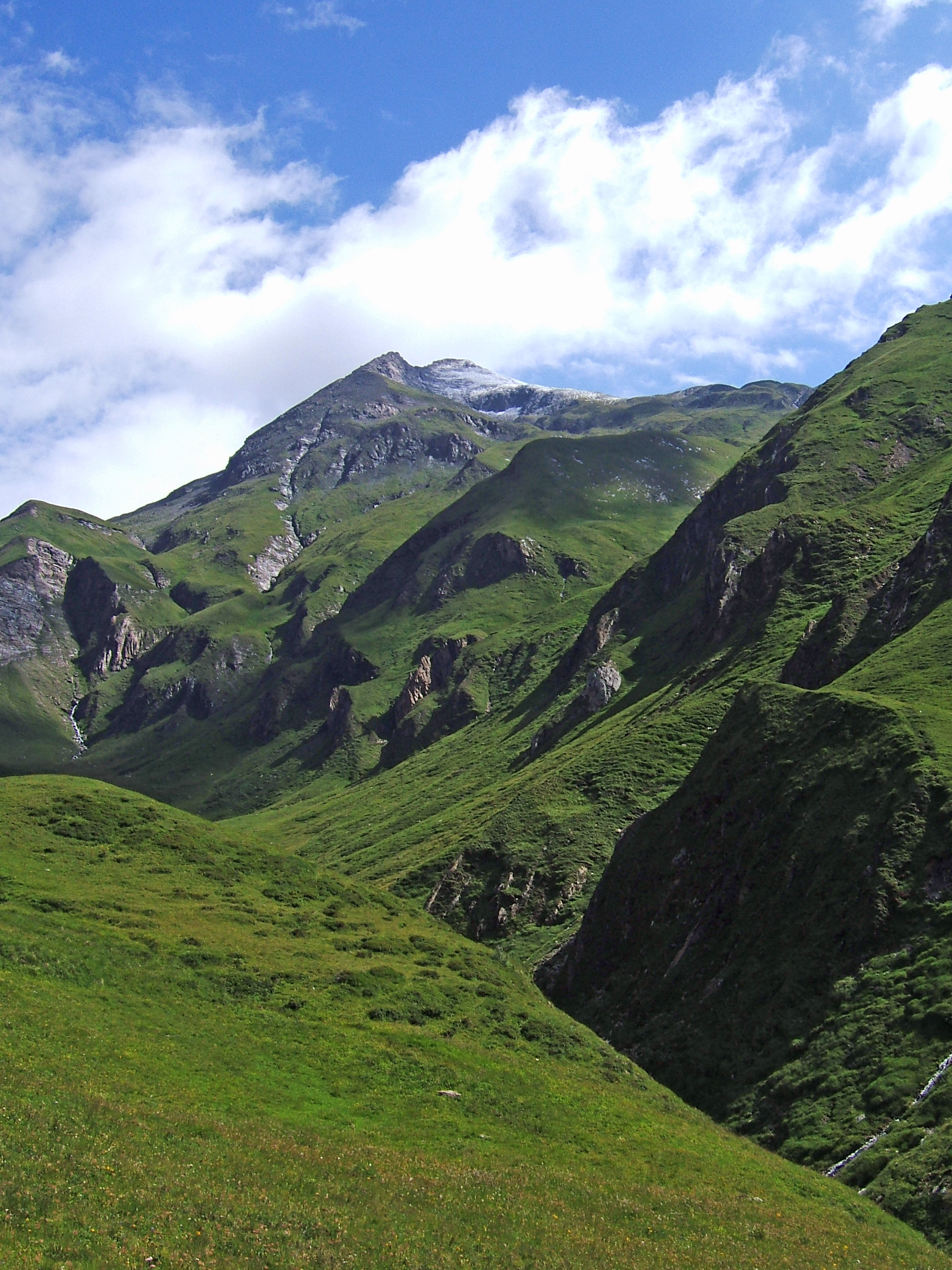
Cima di Valmala

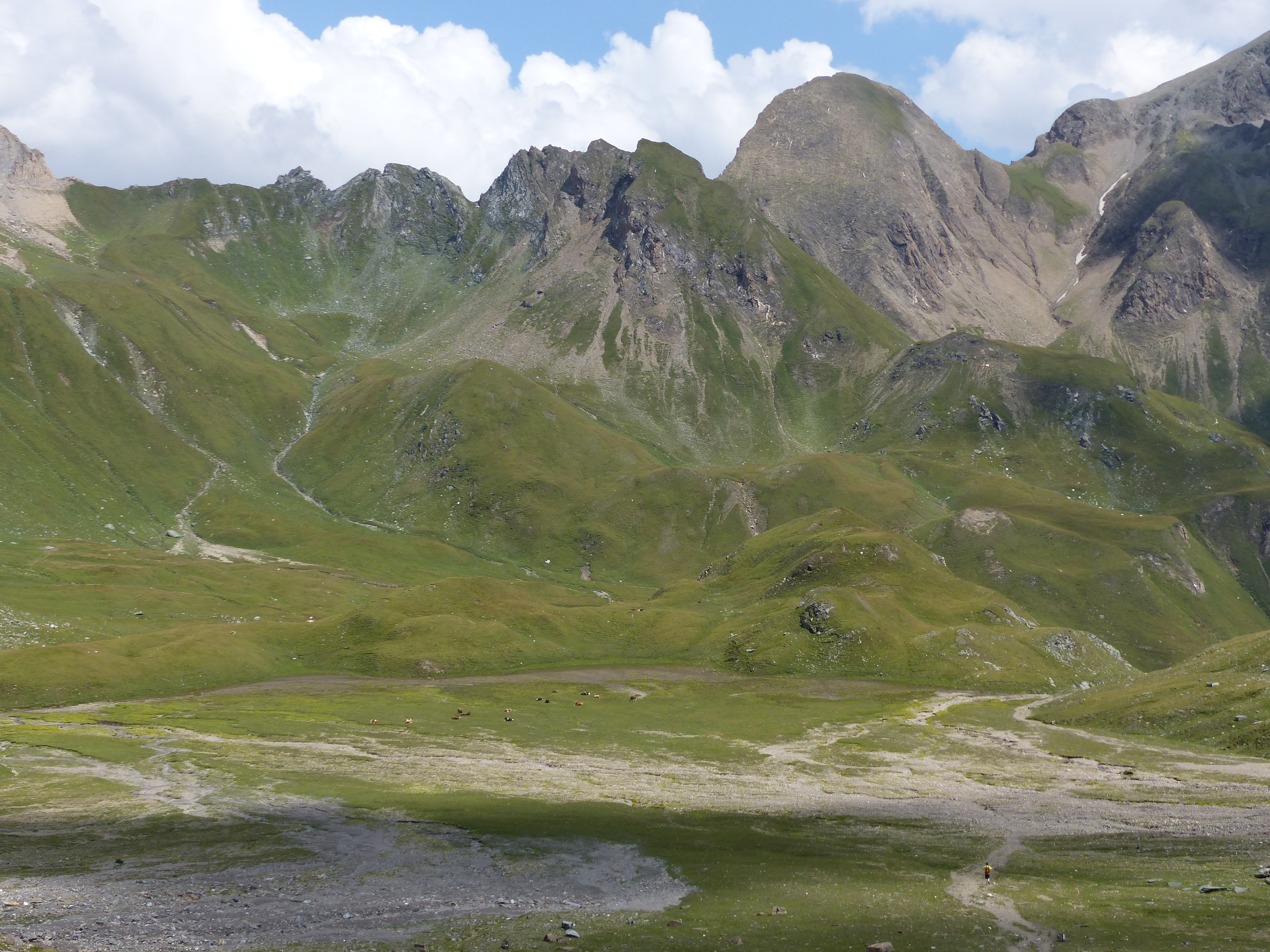
Monte Rotwand

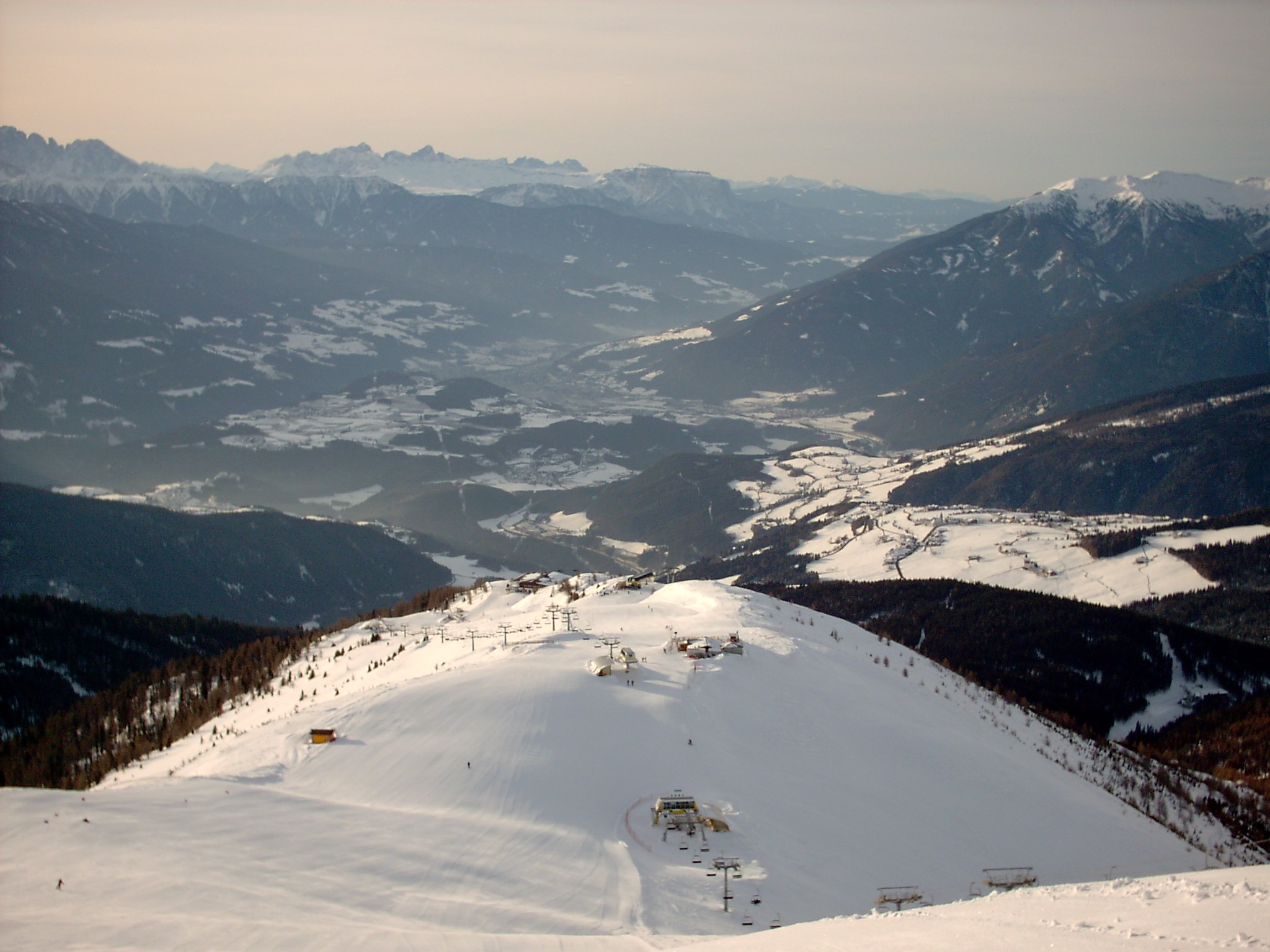
Monte Cuzzo

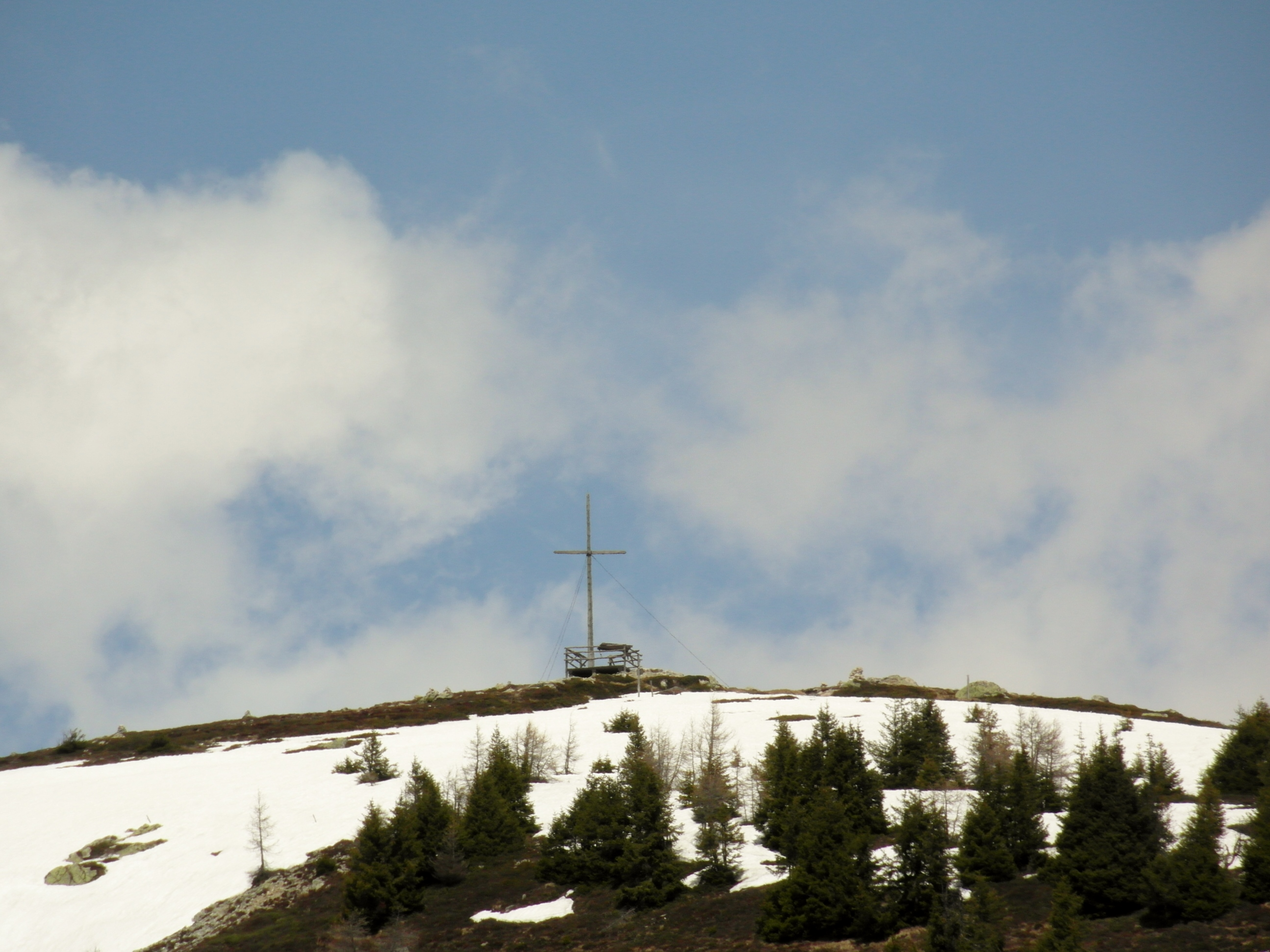
Monte_Stoanamandl

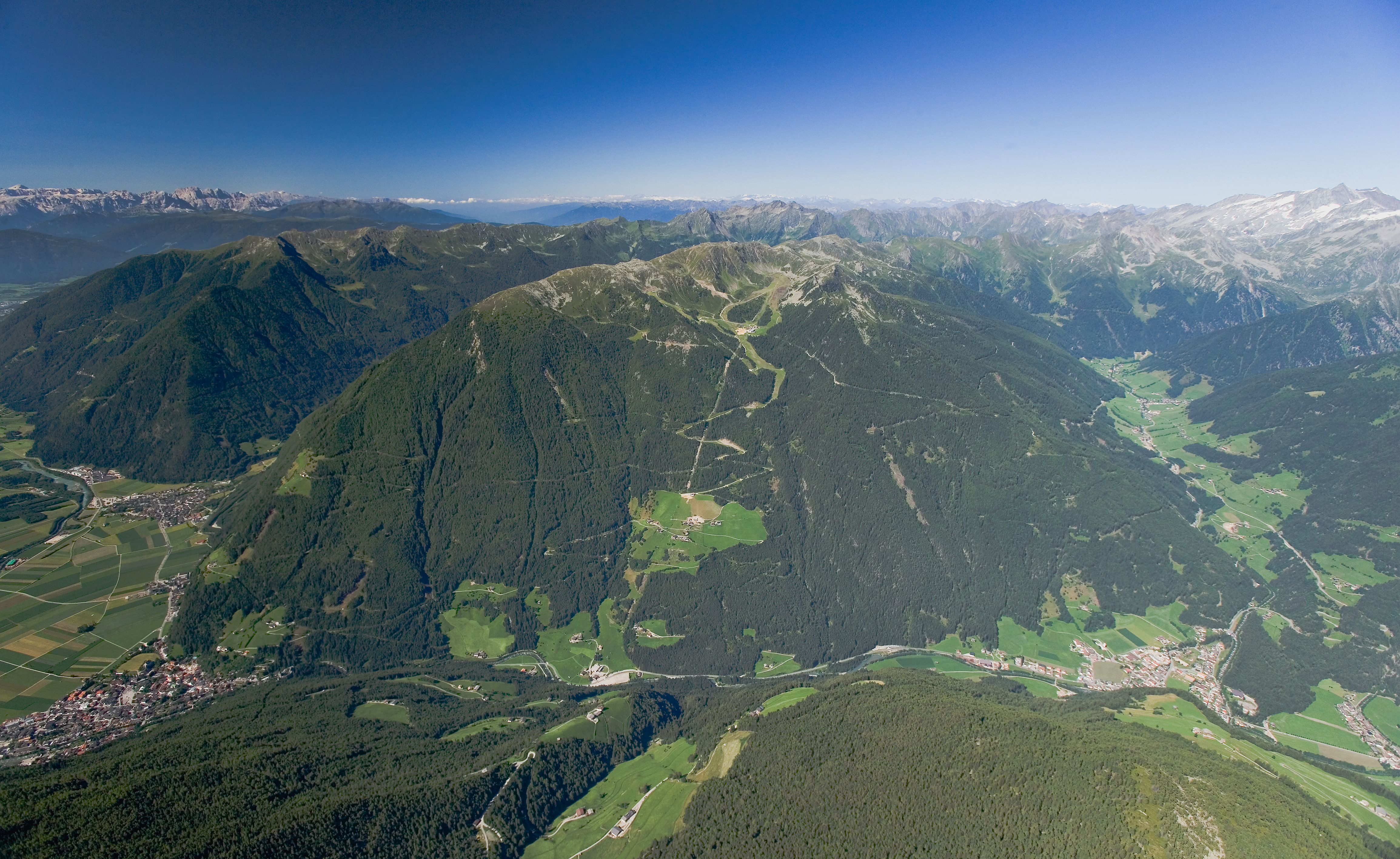
Monte Spico

I Monti di Fundres si trovano a sud del crinale principale alpino ed approssimativamente nel quadrilatero delimitato dai comuni di Brunico, Vipiteno, Bressanone e Campo Tures.
A nord-ovest e a nord sono contornati dalla Val di Vizze, dalla Forcella Bassa della Punta Bianca (Weißzintjoch), dal Passo Ponte di Ghiaccio  (Eisbruckjoch), dal Passo di Neves (Nevessattel) e dalla Valle di Rio Bianco (Weißenbach). Ad est li delimita la Valle di Tures. A sud e sud-ovest sono contornati dalla Val Pusteria e dalla Valle dell'Isarco.
Ai piedi del Picco della Croce si trova il suggestivo lago Selvaggio (Wildsee).

## Classificazione
La SOIUSA li vede come un supergruppo alpino e vi attribuisce la seguente classificazione:
- Grande Parte = Alpi Orientali
- Grande Settore = Alpi Centro-orientali
- Sezione = Alpi dei Tauri occidentali
- Sottosezione = Alpi della Zillertal
- Supergruppo = Monti di Fundres
- Codice = II/A-17.I-C

## Suddivisione
La SOIUSA li vede suddivisi in due gruppi e cinque sottogruppi:
- Catena Picco della Croce-Cima Piatta-Cima di Valmala (6)
  - Costiera del Picco della Croce (6.a)
  - Costiera della Cima di Valmala (6.b)
  - Costiera della Cima Piatta (6.c)
- Catena Monte Gruppo-Selva dei Mulini (7)
  - Costiera del Monte Gruppo (7.a)
  - Costiera della Selva dei Mulini (7.b)

## Vette
Le montagne principali sono:
- Catena Picco della Croce-Cima Piatta-Cima di Valmala (6)
  - Costiera del Picco della Croce (6.a)
    - Picco della Croce o Wilde Kreuzspitze - 3.135 m
    - Cima Grava o Grabspitz - 3.059 m
    - Ebergrubenspitz - 2.990 m
    - Cima della Vista o Blickenspitz- 2.988 m
    - Monte Rotesbeil - 2.949 m
    - Kramerspitz - 2.943 m
    - Monte Röteck - 2.930 m
    - Cima d'Era o Ehrenspitz - 2.774 m
    - Cima della Rena o Sandspitze - 2.755 m

  - Costiera della Cima di Valmala (6.b)
    - Cima di Valmala o Wurmaulspitz - 3.022 m
    - Monte Rotwand - 2.926 m
    - Testa d'Asino o Eselskopf - 2.839 m
    - Punta Riva o Rübenspitz - 2.787 m
    - Seefeldspitz - 2.715 m
    - Pfannespitz - 2.709 m
    - Bretterspitz - 2.695 m
    - Cima della Capra o Gaisjoch-Gurnatsch - 2.641 m
    - Feldspitz - 2.581 m
    - Monte Falmetzer - 2.568 m
    - Monte Cuzzo o Gitschberg - 2.510 m
    - Monte Weißwand - 2.458 m
    - Monte Kleingitsch - 2.262 m
    - Monte Stollberg - 1.827 m

  - Costiera della Cima Piatta (6.c)
    - Narnspitz - 2.718 m
    - Cima Piatta o Plattspitz - 2.669 m
    - Rensenspitz - 2.473 m
    - Settelspitz - 2.454 m
    - Monte Schellenberg - 2.355 m
    - Monte Stoanamandl - 2.118 m
- Catena Monte Gruppo-Selva dei Mulini (7)
  - Costiera del Monte Gruppo (7.a)
    - Cima Cadini o Napfspitz - 2.888 m
    - Cima Pipa o Pfeifholderspitz - 2.862 m
    - Monte Gruppo o Hochgrubbach - 2.809 m
    - Monte Riffl - 2.773 m
    - Cima di Terento o Eidechsspitz - 2.740 m
    - Kempspitz - 2.704 m
    - Monte Dungelstein - 2.698 m
    - Monte Flemberg - 2.696 m
    - Monte Reisnock - 2.663 m
    - Monte Muttenock - 2.434 m
    - Monte Hühnerspiel - 2.064 m

  - Costiera della Selva dei Mulini (7.b)
    - Cima del Prete o Pfaffennock - 2.973 m
    - Cima dei Camosci o Gamslahnernock - 2.869 m
    - Monte Tristennock - 2.717 m
    - Cima dei Covoni o Tristenspitz - 2.716 m
    - Cima delle Pecore o Schlaflahnernock -2.703 m
    - Croda Bianca o Weiße Wand - 2.666 m
    - Monte Spico o Speikboden - 2.523 m
    - Monte Seewassernock - 2.433 m
    - Monte Zassnock - 2.431 m
    - Dosso Grande o Großer Nock - 2.400 m
    - Dosso Piccolo o Kleiner Nock - 2.227 m

### I dieci più alti
| Pos | Monte             | Altitudine (m) |
| --- | ----------------- | -------------- |
| 1   | Picco della Croce | 3.135          |
| 2   | Cima Grava        | 3.059          |
| 3   | Cima di Valmala   | 3.022          |
| 4   | Ebergrubenspitz   | 2.990          |
| 5   | Cima della Vista  | 2.988          |
| 6   | Cima del Prete    | 2.973          |
| 7   | Monte Rotesbeil   | 2.949          |
| 8   | Kramerspitz       | 2.943          |
| 9   | Monte Röteck      | 2.930          |
| 10  | Monte Rotwand     | 2.926          |